# Чхота-Нагпур
Чхота-Нагпур (гінді छोटा नागपुर पठार) — це плато в Східній Індії, яке охоплює більшу частину штату Джхаркханд, а також прилеглі райони Чхаттісгарху, Одіші, Західного Бенгалу та Біхару. На північ і схід від плато лежить Індо-Гангська рівнина, а на південь — басейн річки Маганаді. Загальна площа Чхота-Нагпурського плато становить приблизно 65 000 км².

## Етимологія
Назва Нагпур, ймовірно, походить від династії Нагаванші, представники якої правили у цій частині Індії. Чхота ("маленький" мовою хінді) — це викривлена назва села "Чуіта", розташованого в околицях міста Ранчі, де знаходяться залишки старої фортеці, що належала Нагаваншідам.

## Формування

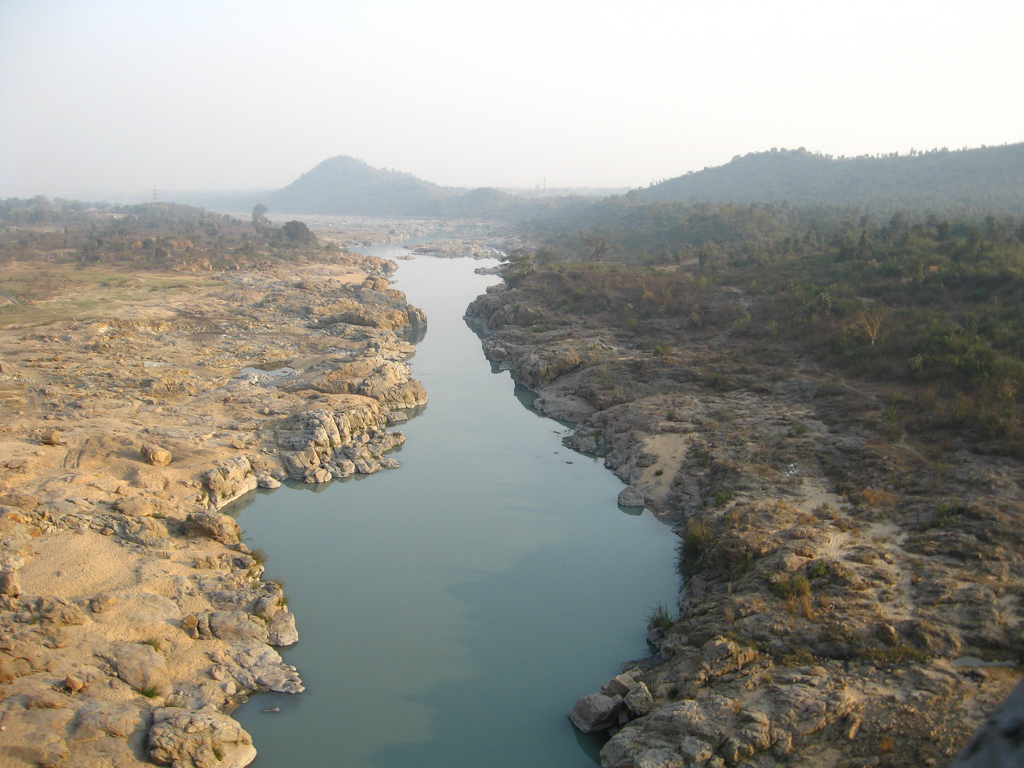
Річка Дамодар протікає через Чхота-Нагпурське плато

Чхота-Нагпур — це континентальне плато, велика ділянка суходолу, піднята над навколишніми територіями. Воно утворилося внаслідок підняття континентальної кори, спричиненого внутрішніми силами Землі. З геологічної точки зору плато складається з докембрійських порід віком понад 5,4 мільярди років. Чхота-Нагпурське плато є частиною Деканської плити, яка відірвалася від Гондвани у крейдовому періоді і 50 мільйонів років рухалася в напрямку Євразії, перш ніж зіштовхнутися з нею. Це плато було першою територією, яка увійшла в контакт з Євразією.

## Географія

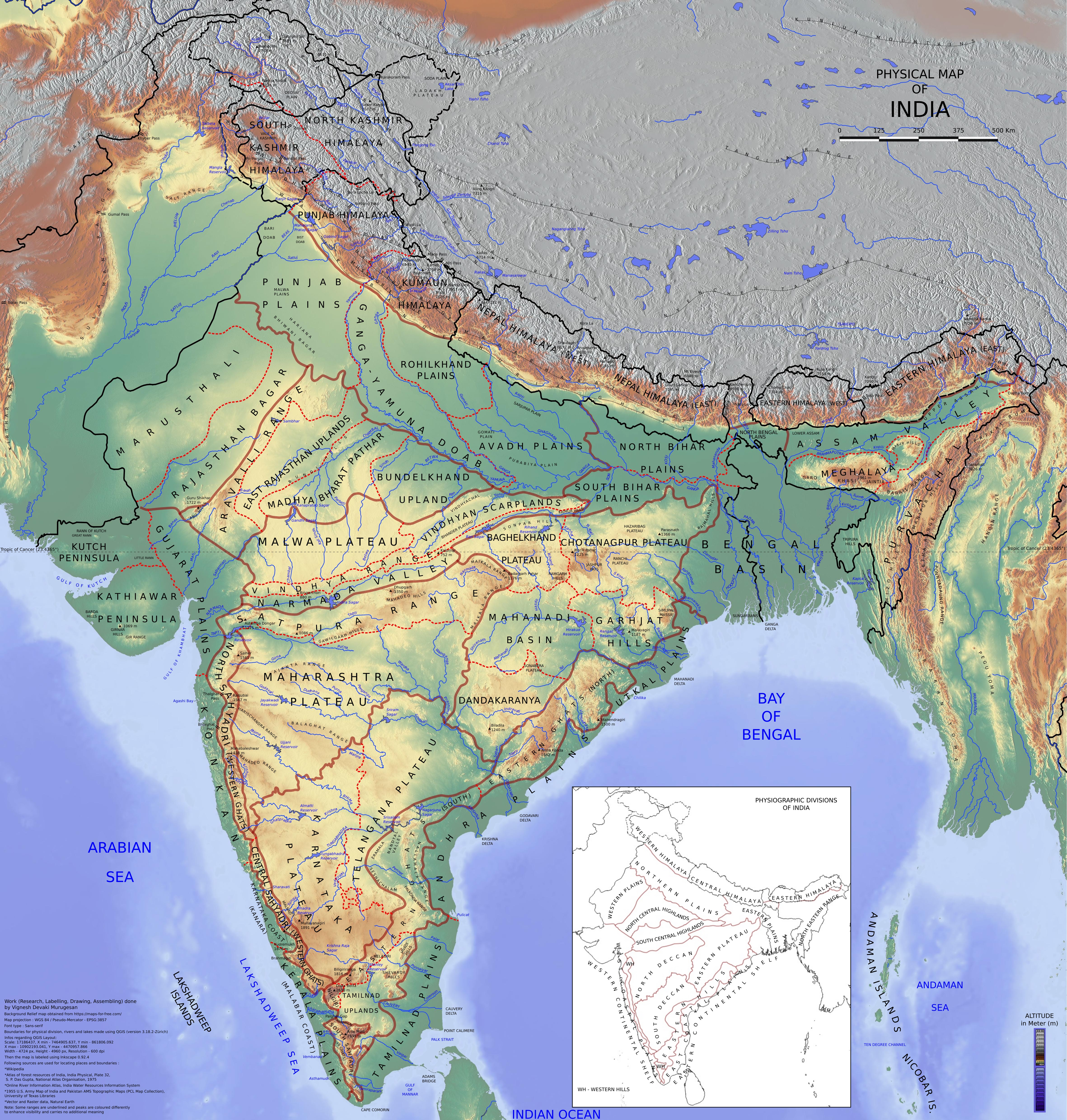
Мапа Індії

Плато Чхота-Нагпур складається з трьох частин. Західна, найвища частина регіону називається "Патами" і розташована на висоті від 910 до 1070 м над рівнем моря. Найвища вершина плато розташована на висоті 1164 м над рівнем моря. Друга частина охоплює центральну частину плато. Вона має нерівний рельєф, на ній трапляються численні куполоподібні гнейсові пагорби. Середня висота цієї частини становить 610 м над рівнем моря. Третя, найнижча частина плато розташована на південному сході. Її середня висота становить 300 м над рівнем моря. Серед південно-східної частини плато виділяються високі пагорби Параснатх (1370 м) і Далма (1038 м).

### Пати
Західне плато, також відоме як Західне Ранчі, має середню висоту 1000 м над рівнем моря. Основу цього плато становлять деканські базальти. Його пласкі вершини називаються місцевими жителями "патами". Прикладами патів є гори Нетархат-Пат, Джаміра-Пат, Кхамар-Пат, Рудні-Пат тощо.

### Плато Ранчі

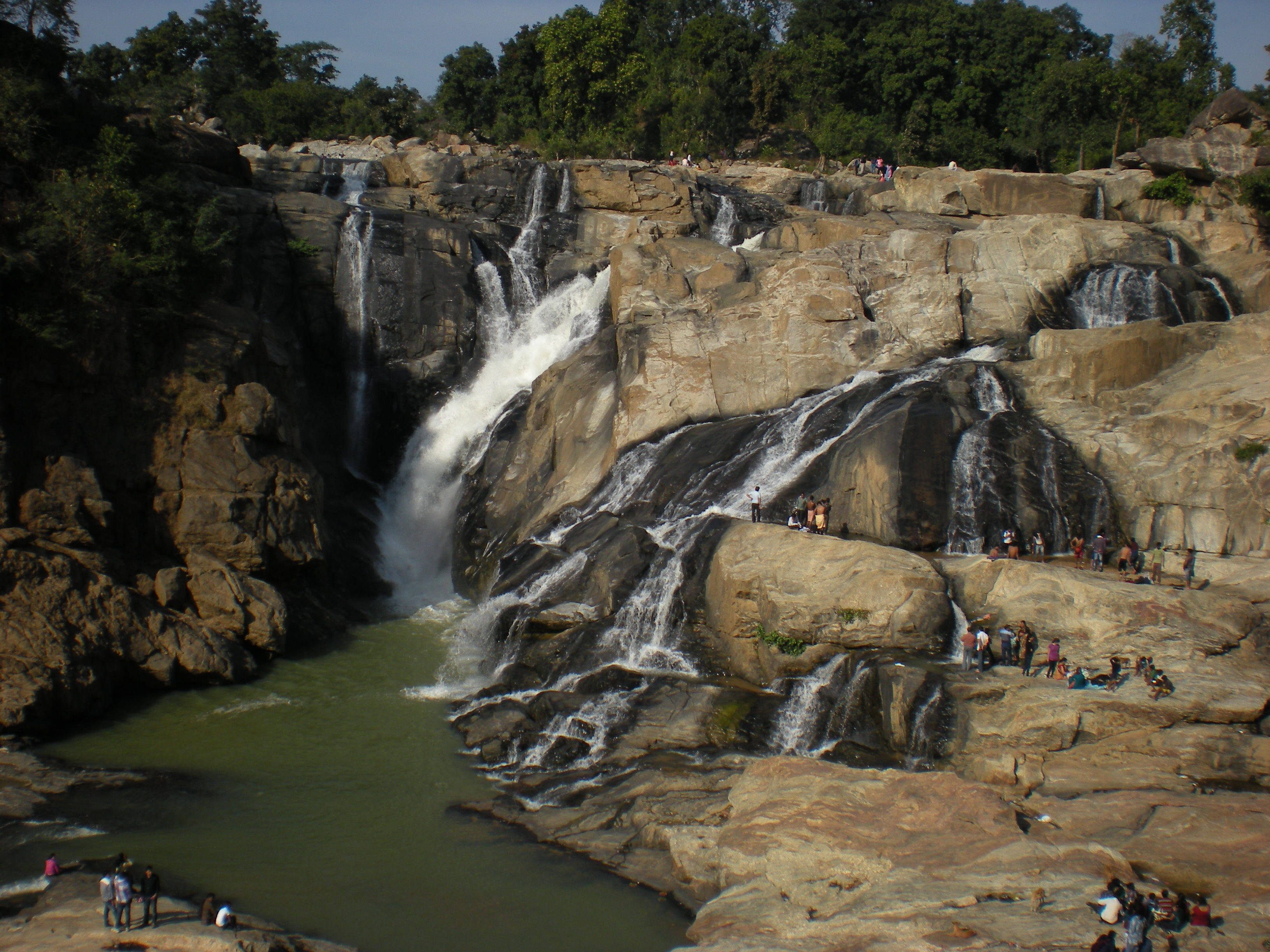
Водоспад Дассам

Плато Ранчі є найбільшою частиною Чхота-Нагпуру. Його середня висота становить 700 м над рівнем моря. Сильно розчленоване плато поступово знижується на південний схід, в напрямку пагорбів Сінгбхунума. Тут бере початок річка Дамодар, яка тече на схід через рифтову долину. Дамодарський прогин відділяє плато Ранчі від плато Хазарібагх, розташованого північніше. На заході плато Ранчі розташовані декілька патів.
Коли річки, що стікають з плато Ранчі, доходять до його краю, що має вигляд стрімких схилів та уступів, утворюються численні водоспади. Прикладами є водоспад Гундру висотою 75 м на річці Субарнареха, водоспад Дассам висотою 39,6 м на річці Санкх та водоспад Пхеруагхаугх висотою 17 м на річці Північна Каро. Іноді водоспади утворюються в місці впадіння притоки до іншої річки, коли притоки стікають з великої висоти, наприклад, з підвішеної долини. Зокрема,в місці впадіння річки Бхеда до річки Дамодар формується водоспад Раджраппа висотою 10 м, а в місці впадіння річки Ганга до річки Рару — водоспад Джонха висотою 25,9 м.

### Плато Хазарібагх
Плато Хазарібагх часто розділяють на дві частини – верхнє плато, або власне плато Хазарібагх, та нижнє плато, або плато Кодерма. Плато Хазарібагх, на якому розташоване місто Хазарібагх, простягається на 64 км зі сходу на захід та на 24 км з півночі на південь. Його середня висота становить 610 м. Хазарібагх поступово спускається на захід, після чого повертає на південь, де поєднується з плато Ранчі.
Західна частина плато Хазарібагх становить вододіл між басейном Дамодару, розташованим південніше, та басейнами річок Ліладжан і Мохана, розташованими північніше. На південному заході плато розташовані пагорби Касіату, Хесату і Худу, названі на честь навколишніх сіл, які підіймаються на 180 м над поверхнею плато. Далі на схід уздовж південного краю плато простягається довгий кряж, який доходить до річки Дамодар. На південному сході плато розташований пагорб Джілінга (932 м), на сході — пагорби Махабар-Джарімо (666 м) і Барсот (660 м), а на північному заході — пагорби Сендраілі (670 м) і Махуда (734 м). В околицях міста Хазарібагх розташовані чотири ізольовані пагорби, найвищим з яких є Чендвар висотою 860 м.
Південно-східні та південні схили плато стрімкі, а західні — пологі. На півдні висота майже прямовисного уступу становить 670 м. Якщо дивитися з півночі, край плато виглядає як низка пагорбів, біля підніжжя яких (на плато Кодерма) проходить Великий колісний шлях та Національне шосе 19.

### Плато Кодерма
Плато Кодерма також називають нижнім Хазарібагським плато або субплато Чаупаран-Кодерма-Гірігхі. Його північна сторона, що підіймається над рівнинами Біхару, виглядає як низка пагобів, розташованих на 240 м вище Гаї. На сході цей північний край плато утворює вододіл між басейнами річок Гаї та Баракару. Баракар тече на схід через Кодерму і Гірідіх. Пологі східні схили плато Кодерма поступово переходять у рівнину Сантхал-Паргани та у рівнини Бенгалії. Західну межу плато формує глибока долина річки Ліладжан. На півдні плато Кодерма переходить у плато Хазарібагх, а на південному сході — у західну частину пагорбів Параснатх.

### Дамодарський прогин
Басейн Дамодару формує прогин між плато Ранчі та плато Хазарібагх. Він є результатом величезних тріщин на їхніх нинішніх краях, що спричинили опускання землі між ними на велику глибину. Північні схили долини Дамодар стрімкі аж до південно-східного кута Хазарібагського плато. Річка Дамодар протікає на півдні прогину, біля краю плато Ранчі, після чого повертає на північний схід. На правому березі Дамодару простягається широка рівна долина, по якій частково протікає Субарнарекга, поки в районі пагорбів Сінгхпур вона не повертає на південь. Далі на схід річка Дамодар тече в район Манбхуму, який є найнижчою частиною Чхота-Нагпурського плато.

### Паламу
Регіон Паламу розташований на більш низьких висотах, ніж навколишні райони Чхота-Нагпурського плато. На сході регіон переходить у плато Ранчі, а на півдні — у Пати. На заході регіон Паламу охоплює нагір'я Сургуджа на півночі Чхаттісгарху та в окрузі Сонбхадра в Уттар-Прадеш. Річка Сон формує південно-західний край Паламу, а потім протікає 72 км вздовж кордону між штатами. Загалом регіон Паламу є низкою паралельних пагорбів, що простягаються в напрямку із заходу на схід, та через які протікає річка Північний Коель. Південні пагорби є найвищими в регіоні, а мальовнича та ізольована чашоподібна долина Чхечхарі оточена високими пагорбами з усіх боків. Серед пагорбів Паламу розташований водоспад Лодх висотою 150 м, що є найвищим водоспадом на всьому Чхота-Нагпурському плато. Плато Нетархат та Пакріпат є фізико-географічною частиною регіону Патів.

### Манбхум-Сінгхбхум

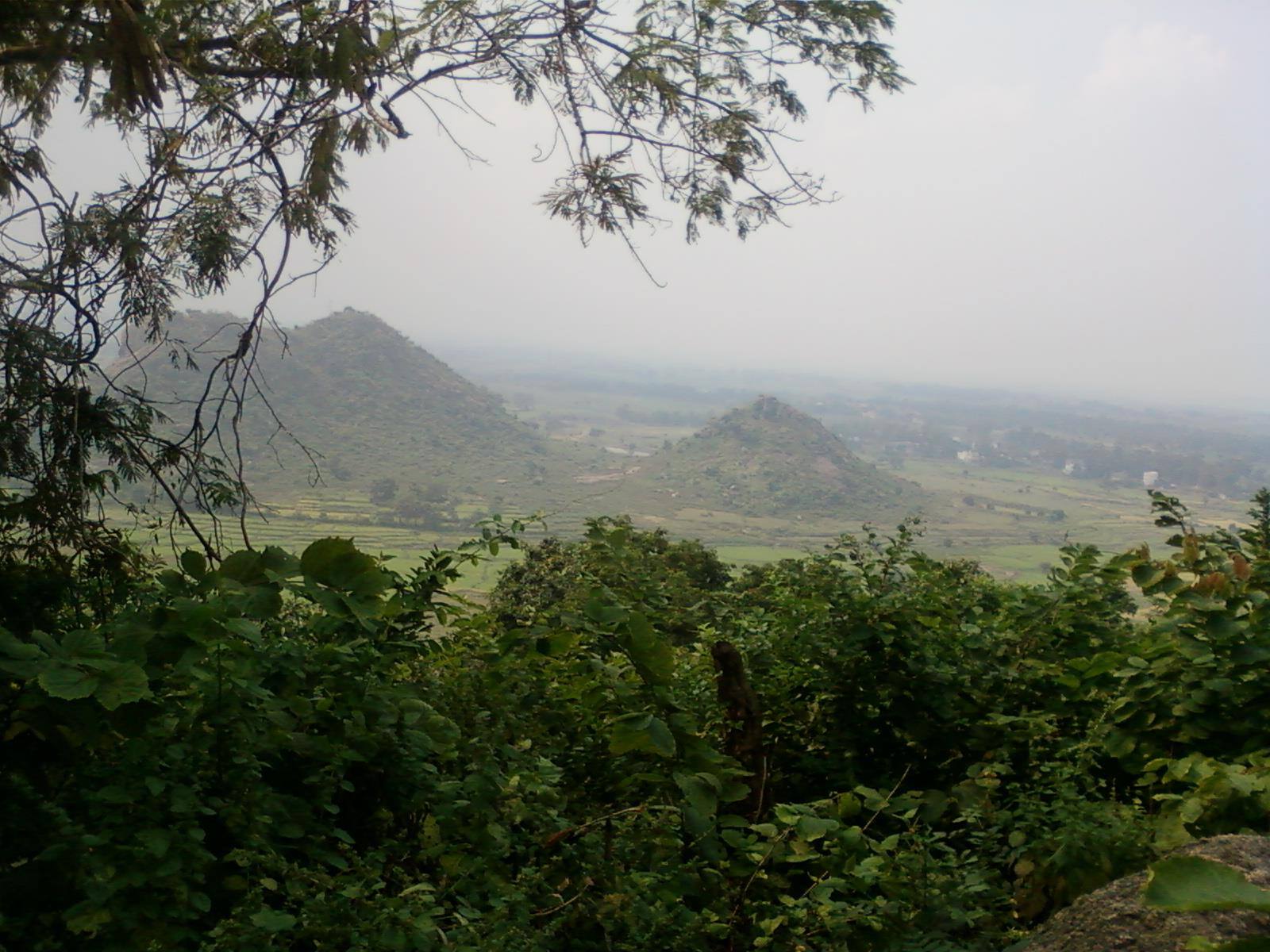
Джоуханді-Пахар (округ Парулія, Західний Бенгал)

Регіони Манбхум та Сінгхбхум є найнижчими частинами Чхота-Нагпурського плато. Манбхум охоплює округ Пурулія в Західному Бенгалі, а також округ Дхабад та частину округу Бокаро в Джаркханді. Сінгхбхум переважно охоплює території регіону Колха в Джаркханді.
Середня висота Манбхума становить 300 м над рівнем моря. Він має вигляд рівнини, по якій розкидані пагорби, найбільш значними з яких є хребти Багхмунді і Аджодхья, пагорби Панчакот та пагорби в околицях Джхалди. Прилеглий округ Банкура в Західному Бенгалі є перехідною зоною між рівнинами Бенгалії на сході та Чхота-Нагпурським плато на заході. Це ж можна сказати і про субрегіони Асансол-Садар та Дургапур в регіоні Бардхаман.
Сінгхбхум має більш нерівну поверхню, набагато горбистішу, ніж Манбхум. Вся західна частина цього регіону є масивом пагорбів, що на південному заході підіймаються на висоті 910 м над рівнем моря. Місто Джамшедпур розташоване на відкритому плато, на висоті від 120 до 240 м над рівнем моря, а на південь від нього розташоване більш високе плато. Східна частина Сінгхбхума теж переважно горбиста, хоча на кордоні з Західним Бенгалом вона переходить у алювіальну рівнину. Пагорби Сінгхбхума чергуються з долинами та стрімкими схилами. В центральній частині регіону розташоване високе плато, оточене пагорбами. Ця частина регіону, що простягається від річки Субарнарекга на схід до хребта Ангабіра та на захід до міста Чайбаса, є дуже родючою. Тут розташований ліс Саранда, один з найкраще збережених салових лісів в Азії.

## Клімат
На території плато Чхота-Нагпур переважає саванний клімат (Aw за класифікацією кліматів Кеппена), або вологий субтропічний клімат (Cwa за класифікацією Кеппена). Середня температура в грудні становить 23 °C, однак ночі прохолодні, а в деяких частинах регіону температура взимку може опускатися нижче 0 °C. У квітні-травні температура вдень може перевищувати 38 °C. Загалом клімат сухий і менш спекотний, ніж на навколишніх рівнинах. Сезон дощів триває з червня по вересень, а сухий сезон триває з жовтня по березень-квітень. Середньорічна кількість опадів становить 1400 мм, більшість з яких випадає разом з мусонами, які дмуть з червня по серпень.

## Екологія
Територію Чхота-Нагпурського плато охоплюють сухі листяні ліси Чхота-Нагпуру — індомалайський екорегіон тропічних та субтропічних сухих широколистяних лісів (ідентифікатор WWF: IM0203). На півдні, в горах Східних Гат та в горах Сатпура, сухі листяні ліси Чхота-Нагпуру переходять у вологі листяні ліси Східного Декану, в низовинах на сході і півночі — у вологі листяні ліси долини нижнього Гангу, а на заході — у сухі листяні ліси долини Нармади.

### Флора

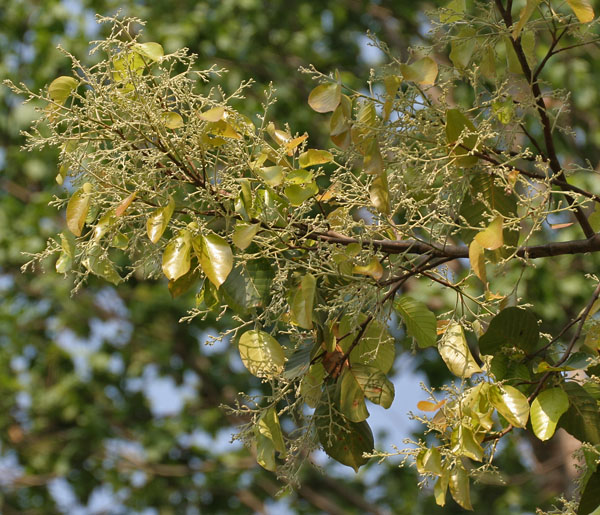
Салові дерева переважають в лісах Чхота-Нагпуру

в межах екорегіону широко поширені сухі листяні ліси. Лісовий намет в цих лісах розташований на висоті 15-25 м над землею, крони дерев та високих кущів середнього ярусу розташовані на висоті 10-15 м над землею, а невисокі дерева та кущі підліску досягають висоти 3-5 м. Багато дерев скидають листя під час тривалого сухого сезону. В лісах екорегіону переважають салові дерева (Shorea robusta), а також зустрічаються широколисті аногейсуси (Anogeissus latifolia), еліптичні терміналії (Terminalia elliptica), дрібноцвіті лагерстромії (Lagerstroemia parviflora), сумчасті птерокарпуси (Pterocarpus marsupium), бенгальські айви (Aegle marmelos), жилкуваті сизигіуми (Syzygium nervosum), червоні симплокоси (Symplocos racemosa) та звичайні фарбувальниці (Chrozophora tinctoria). В густих лісах широко поширені ліани.
Окрім листяних лісів, в екорегіоні також широко поширені бамбукові та чагарникові зарості, які досягають 3-6 м у висоту. В сухих чагарникових заростях регіону переважають пухнасті голарренії (Holarrhena pubescens) та різні види додонеї (Dodonaea spp.). На великих висотах зустрічаються високогірні ліси шола, подібні до тих, що ростуть в Південній Індії. Для цих лісів є характерними гірські фінікові пальми (Phoenix loureiroi) та дерева баюр (Pterospermum acerifolium). В долинах річок та на заболочених територіях зустрічаються вологі листяні ліси, де ростуть джамболани (Syzygium cumini), шеститичинкові манілкари (Manilkara hexandra), червоні камали (Mallotus philippensis) та різні види фікусів (Ficus spp.).
Серед рідкісних ендеміків регіону слід відзначити Aglaia haselettiana, Carum villosum та Pycnocyclea glauca. Також в екорегіоні зустрічаються такі цінні рослини, як коромандельські ебенові дерева (Diospyros melanoxylon), довголисті мадуки (Madhuca longifolia), малабарські лакові дерева (Butea monosperma) та дерева кусум (Schleichera oleosa). У минулому Чхота-Нагпурське плато пов'язувало між собою Східні Гімалаї та гори Сатпура і допомагало в обміні видами рослин між цими гірськими хребтами.

### Фауна
В межах екорегіону зустрічається 77 видів ссавців. Серед великих ссавців, поширених в регіоні, слід відзначити бенгальського тигра (Panthera tigris tigris), індійського слона (Elephas maximus), гірського куона (Cuon alpinus), ведмедя-губача (Melursus ursinus), гарну (Antilope cervicapra), чотирирогу антилопу (Tetracerus quadricornis) та індійську газель або чінкару (Gazella bennettii). На відміну від багатьох інших екорегіонів Індії, в регіоні Чхота-Нагпур присутні великі території, здатні прихистити популяції цих рідкісних видів.
Серед 280 видів птахів, поширених в регіоні, слід відзначити рідкісних індійських флоріканів (Sypheotides indicus), а також індійських токо (Ocyceros birostris) та малабарських птахів-носорогів (Anthracoceros albirostris).

### Збереження
Оцінка 2017 року показала, що 7306 км², або 6 % екорегіону, є заповідними територіями. Природоохоронні території включають: 
- Природний заповідник Бхімбандх[en], Біхар (680 км²)
- Природний заповідник Далма[en], Джхаркханд (630 км²)
- Природний заповідник Гаутами Будди[en], Біхар (110 км²)
- Хазарібагхський природний заповідник [en], Джхаркханд (450 км²)
- Природний заповідник Кодерма[en], Джхаркханд (180 км²)
- Природний заповідник Лавалонг[en], Джхаркханд (410 км²)
- Тигровий заповідник Паламау[en], Джхаркханд (1,330 км²)
- Природний заповідник Рамнабаган[en], Західний Бенгал (150 км²)
- Національний парк Санджай[en], Мадг'я-Прадеш (1,020 км²)
- Природний заповідник Семарсот, Чхаттісгарх (470 км²)
- Національний парк Сімліпал[en], Одіша (420 км²)
- Природний заповідник Саптасадж'я, Одіша (20 км²)
- Природний заповідник Тамор-Пінгла[en], Чхаттісгарх (600 км²)
- Природний заповідник Топчанчі[en], Джхаркханд (40 км²)

## Мінеральні ресурси
Чхота-Нагпурське плато багате на мінеральні ресурси — слюду, боксити, мідь, вапняки, залізну руду та вугілля. Особливо багатою на вугілля є Дамодарська долина, яка є головним центром вугледобування в Індії. Масивні поклади вугілля поширені в Центральному басейні, на території площею 2883 км². Важливі родовища вугілля знаходяться в районі Джарії, Раніганджу, Західного Бокаро, східного Бокаро, Рамгарху, Південної Канапури та Північної Канапури.